# Gmina Åtvidaberg
Gmina Åtvidaberg (szw. Åtvidabergs kommun) – gmina w Szwecji, w regionie Östergötland, z siedzibą w Åtvidaberg.
Pod względem zaludnienia Åtvidaberg jest 189. gminą w Szwecji. Zamieszkuje ją 11 817 osób, z czego 50,01% to kobiety (5910) i 49,99% to mężczyźni (5907). W gminie zameldowanych jest 210 cudzoziemców. Na każdy kilometr kwadratowy przypada 17,12 mieszkańca. Pod względem wielkości gmina zajmuje 140. miejsce.